# ゴルフ煮っころがし
『ゴルフ煮っころがし』（ゴルフにっころがし）は、もとみやあゆみによる日本の漫画作品。ゴルフ場予約サイト楽天GORAで週1回更新されている。サラリーマン、夫婦、ゴルフ場従業員など、ゴルフに関わる様々な人物の日常がテーマとなっている。

## 登場人物

### サラリーマン編
保科
栗田、杉本、沢村らとよくラウンドしている。高校時代からゴルフをやっており、その腕前は社内でも定評がある。また、マナー、メンタルなどでも模範的なプレーヤーとして描かれる。一方私生活では貯金なし、異性よりもゴルフなど周囲から将来を心配される描写が多い。
栗田
保科、杉本、沢村らとよくラウンドしている。4人組の中ではもっとも若く、腕も一番未熟。影響されやすい性格であり、ゴルフに関する取り組みを試しては失敗している。
杉本
栗田の先輩。栗田より少し上手い。マナーなどを栗田に指導することが多い。
沢村
栗田、杉本の先輩。体格が良く、ドライバーの最大飛距離は保科をもしのぐ。シャンク持ち。
麦田部長
第一営業部長。保科、栗田、杉本、沢村の上司。経理部の橋本とはライバル関係にある。一人娘の裕子を溺愛している。
橋本部長
経理部長。第一営業部の橋本とは良き友人でありライバルでもある。

### 綾子編
山根綾子
アマチュア競技ゴルファー。市の代表にも選ばれている。スコアは100を少し切る程度。ゴルフに夢中で、用具などは高額であっても出費をいとわない。半面おしゃれなどには関心が薄く、周囲を呆れさせている。彼氏なし。

### 中野夫妻編
夫
夫婦のゴルフバカ担当。妻よりも上手い。上達を願っていろいろと指導するも、上手くいくことは少なく喧嘩に発展する。旅行中でも練習場やショップを訪れるなど、いかなる時も頭からゴルフが離れることはない。保科と面識がある。
美佳
中野夫妻の妻。結婚を機に夫のゴルフを制限しようと画策するも、知人のゴルフバカ度合に圧倒され断念する。今は夫婦での週末ゴルフを楽しみにしている。ゴルフは好きだが夫ほど熱心ではなく、ゴルフバカの夫にしばしば呆れている。

## 書誌情報
- もとみやあゆみ 『ゴルフ煮っころがし』 三栄書房、既刊1巻（2014年10月25日現在）
  1. 2014年10月25日発売 ISBN 978-4-7796-2109-3